# NGC 2211
NGC 2211 é uma galáxia lenticular (SB0) localizada na direcção da constelação de Canis Major. Possui uma declinação de -18° 32' 16" e uma ascensão recta de 6 horas, 18 minutos e 30,2 segundos.
A galáxia NGC 2211 foi descoberta em 1886 por Frank Leavenworth.